# 善通寺站
善通寺站（日语：／ Zentsūji eki */?）是一位於日本香川縣善通寺市文京町一丁目、隸屬於四國旅客鐵道（JR四國）的鐵路車站。車站編號為D14，所有等級的列車均在此停靠。
附近建有著名佛教聖地善通寺，相傳弘法大師祖籍並出世於此，因此車站的展示牌顯示本站為「和弘法大師相關的站」（弘法大師ゆかりの駅）。此外，本站近年亦能擠進全JR四國車站頭20位的名次，2014年的排名為第15位，比2013年下跌1位。

## 車站構造
本站為兩層木製建築，設有站務室、候車大堂及小商店。雖然由開站至今經歷過加建，但最開始的部份現時仍然存在，亦令本站成為日本最古老的木站舍建築。並且已列入日本「國指定文化財等」。是現時JR四國中唯一被列入的車站建築。
其中包括了：
- 站舍[2]
- 1號月台上蓋（向金藏寺站方向）[3]
- 2、3號月台上蓋（向金藏寺站方向）[4]
- 跨線行人天橋[5]

本站設有一側式月台及一島式月台，共提供2面3線的月台配置。其中靠近站舍的為1號月台。島式月台為2、3號月台。島式月台及站舍設有行人天橋連接。由於所有列車均會靠停本站，加上高松站至琴平站一段的列車頗多，所以本站成為了等待反方向列車到埋後才能開出的待避站。各月台的有效長度為7卡。
1號月台為主軌道，2號月台為副主軌道，3號月台則為避車線道。

### 月台配置
| 月台 | 路線    | 方向 | 目的地                   | 備註                 |
| ---- | ------- | ---- | ------------------------ | -------------------- |
| 1    | ■土讚線 | 上行 | 多度津、高松、岡山       | 上行通常使用的月台   |
| 1    | ■土讚線 | 下行 | 琴平、阿波池田、高知     | 上行通常使用的月台   |
| 2    | ■土讚線 | 下行 | 琴平、阿波池田、高知     | 特殊情況下使用       |
| 3    | ■土讚線 | 上行 | 多度津、高松、岡山       | 供待避特急列車時使用 |
| 3    | ■土讚線 | 下行 | 琴平、阿波池田、高知方面 | 供待避特急列車時使用 |

## 歷史
- 1889年5月23日：開業。當時稱為「吉田站」（よしだ）。
- 1889年6月15日：開業23日後，便改名為「善通寺站」。
- 1904年12月1日：讚岐鐵道被山陽鐵道收購。
- 1906年12月1日：山陽鐵道被國有化，成為日本國有鐵道的其中一個站。
- 1987年4月1日：日本國鐵分割民營化，車站的營運由JR四國繼承。
- 2014年9月5日：為紀念瀨戶內海國立公園建立80周年，寢台特急「Sunrise 瀨戶」下行臨時加停本站[6]，及後更變為逢假日的常規化安排及增設上行回東京班次停靠。
- 2020年3月：將增設對應ICOCA及其他日本全國互相通用IC卡的簡易讀寫器[7]。

## 相鄰車站
四國旅客鐵道（JR四國）
■土讚線
- 特急「南風」「四萬十」停靠站

■快速「Sunport」、■普通
金藏寺（D13）－善通寺（D14）－琴平（D15）

## 外部連結
- 善通寺站（JR四國，日文）